# 브레즈노구

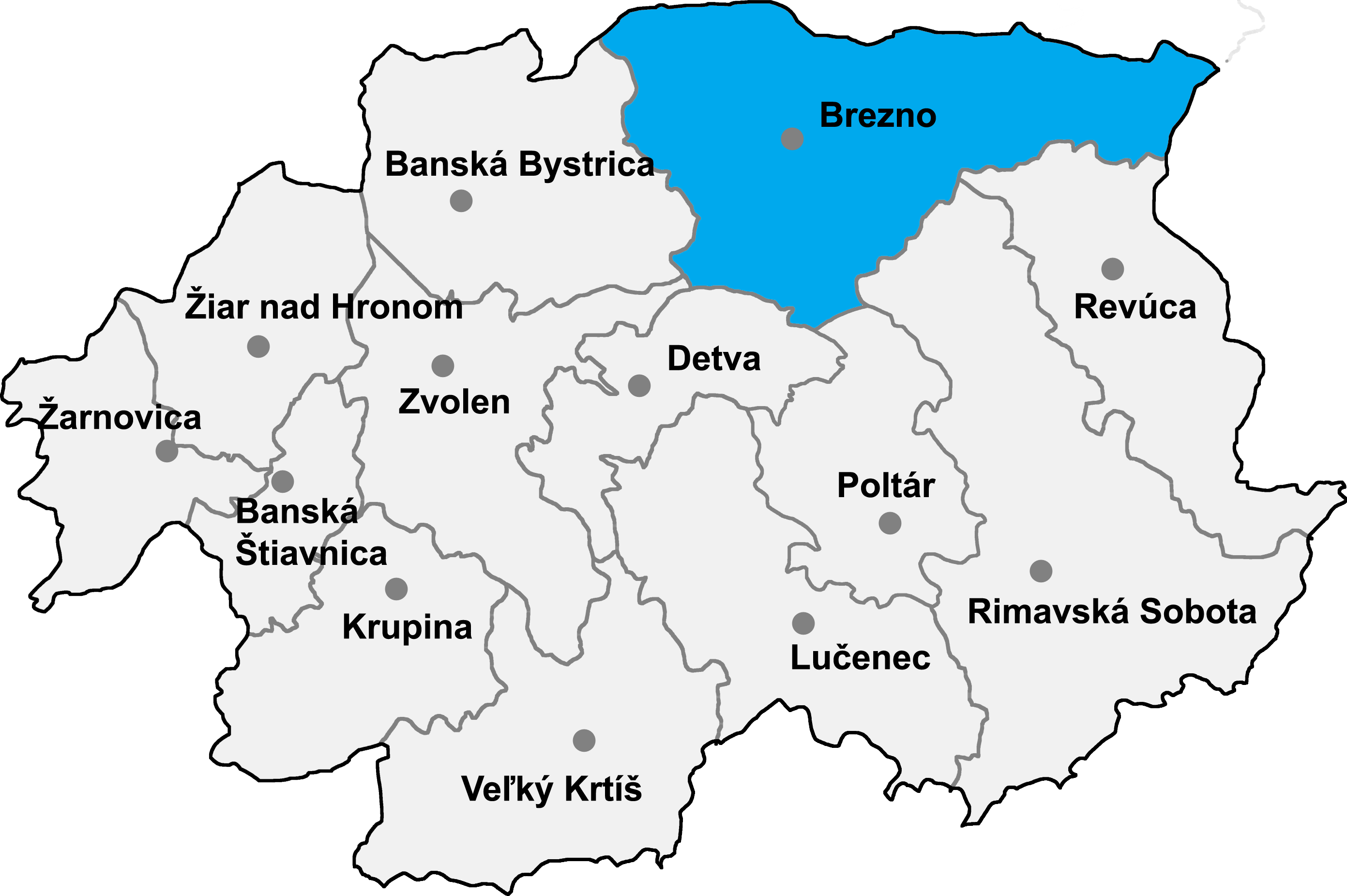
브레즈노구의 위치

브레즈노구(슬로바키아어: Okres Brezno)는 슬로바키아 반스카비스트리차주를 구성하는 13개 구 가운데 하나로 행정 중심지는 브레즈노이며 면적은 1,265.21km2, 인구는 62,971명(2014년 기준), 인구 밀도는 49.77명/km2이다.
반스카비스트리차주 북부에 위치하며 30개 지방 자치체(1개 시, 29개 마을)를 관할한다. 북서쪽으로는 질리나주 루좀베로크구, 북쪽으로는 질리나주 립토우스키미쿨라시구, 북동쪽으로는 프레쇼우주 포프라트구, 동쪽으로는 코시체주 로주냐바구, 남쪽으로는 레부차구, 리마우스카소보타구, 폴타르구, 데트바구, 남서쪽으로는 즈볼렌구, 서쪽으로는 반스카비스트리차구와 접한다.